# Каксинвайское сельское поселение
Каксинвайское сельское поселение — муниципальное образование в составе Малмыжского района Кировской области России.
Центр — село Каксинвай.

## История
Каксинвайское сельское поселение образовано 1 января 2006 года согласно Закону Кировской области от 07.12.2004 № 284-ЗО.

## Население
| 2010 | 2012 | 2013 | 2014 | 2015 | 2016 | 2017 |
| ---- | ---- | ---- | ---- | ---- | ---- | ---- |
| 780  | ↘734 | ↘698 | ↘656 | ↘627 | ↘603 | ↘559 |
| 2018 | 2019 | 2020 | 2021 |      |      |      |
| ↘550 | ↘524 | ↘502 | ↘391 |      |      |      |

## Состав сельского поселения
В состав сельского поселения входят 12 населённых пунктов
| №  | Населённый пункт      | Тип населённого пункта       | Население |
| -- | --------------------- | ---------------------------- | --------- |
| 1  | Аг-Юл                 | деревня                      | 2         |
| 2  | Большая Шабанка       | деревня                      | 126       |
| 3  | Каксинвай             | село, административный центр | 196       |
| 4  | Каксинша              | деревня                      | 51        |
| 5  | Канамаш               | деревня                      | 43        |
| 6  | Курлово               | деревня                      | 25        |
| 7  | Малая Шабанка         | деревня                      | 116       |
| 8  | Новое Кошкино         | деревня                      | 31        |
| 9  | Новый Буртек          | деревня                      | 53        |
| 10 | Новый Кокуй           | деревня                      | 66        |
| 11 | Новый Малмыж          | деревня                      | 53        |
| 12 | Носокский Лесоучасток | населенный пункт             | 18        |